# کنستانتین فن کاوفمن
کُنستانتین پتروویچ فن کاوفمن (به روسی: Константин Петрович фон-Кауфман) (زادهٔ ۳ مارس ۱۸۱۸م- درگذشته ۱۶ مهٔ ۱۸۸۲م در تاشکند) رهبر نظامی روس، ژنرال مهندس (۱۸۷۴م)، ژنرال آجودان (۱۸۶۴م) که فتح و استعمار نواحی آسیای مرکزی را رهبری نمود. در ۱۸۶۵-۱۸۶۶ به عنوان فرماندار کل ویلنیوس حکم به ممنوعیت انتشارات به زبان لیتوانی را صادر نمود. به عنوان اولین فرماندار کل ترکستان روس، فرماندهی نیروهای منطقه نظامی ترکستان را بر عهده داشت. وی با گذشت سالها، خانات خوقند را به امپراتوری روسیه ضمیمه نمود و منطقه تحت الحمایه روسیه را به خانات خیوه و امارت بخارا گسترش داد. 

## زندگی‌نامه
فن کاوفمن در اصل تباری اتریشی داشت. خاندان او به مدت ۱۰۰ سال در خدمت روسیهٔ تزاری بودند و به مذهب ارتدکس گرویده. فن کاوفمن دانش‌آموختهٔ مهندسی جنگ بود. در ۱۸۳۸ میلادی او در بخش مهندسی به خدمت ارتش تزاری درآمد و در اردوی روس‌ها در قفقاز حضور داشت و به درجهٔ سرهنگی رسید. در ۱۸۵۵م نیز در محاصرهٔ قارص در بخش مهندسی خدمت نمود. در ۱۸۶۴م او به درجهٔ سپهبدی رسید و فرماندار نظامی ویلنیوس شد.
در ۱۸۶۷ میلادی، او فرماندار کل ترکستان روس شد و تا زمان مرگش هم در این مقام ماند. او در زمان تصدی فرمانداری کل ترکستان روس، توانست قلمرو روسیه را در آسیای مرکزی گسترش دهد. تا آن زمان خانات خوقند در شمال سیردریا عملاً خراج‌گزار روس‌ها بودند. فن کاوفمن در ۱۸۶۸م لشکرکشی‌ای را علیه امارت بخارا کامیابانه به انجام رساند و سمرقند را متصرف‌شد. در ۱۸۷۲–۱۸۷۳ او به خانات خیوه تاخت و فرمانروای آن را به زور خراج‌گزار روسیه نمود. سپس هنگامی که متوجه تحرکات ضدروسی در خوقند شد، به آن سرزمین هم حمله برد و بازماندهٔ خانات خوقند را نیز در درهٔ فرغانه از میان برد. فتوحات او در آسیای‌میانه، روسیه را هم‌مرز با افغانستان نمود.